# Мадридский метрополитен
Мадридский метрополитен (исп. Metro de Madrid) — система линий метрополитена и лёгкого метро в столице Испании Мадриде и нескольких городах-спутниках (Арганда-дель-Рей, Хетафе, Алькоркон, Леганес, Мостолес). Открыт 17 октября 1919 года. В 2003—2007 годах принадлежал к числу наиболее быстро развивающихся в мире, сейчас занимает 13-е место по протяжённости в мире и 3-е в Европе (после московского и лондонского).
На 2015 год имеется 320,8 км путей (92 % под землёй), 13 подземных линий и 3 современных линии трамвая (который испанцы причисляют к лёгкому метро), 326 станций (289 — метрополитена и 37 — трамвая, из них 8 подземных) и 1594 единиц подвижного состава (в том числе 1059 моторных вагонов).
Мадридский метрополитен — первый в мире, имеющий две кольцевые линии, и единственный в мире, в котором они не вложены одна в другую. На некоторых станциях мадридского метро установлены платформенные раздвижные двери, в случае оснащения ими всех станций возможна организация беспилотного движения.

## Линии
Цвета в таблице соответствуют цветам линий на вышеприведённой схеме.
| Линия                  | Линия                               | Длина             | Станций | Тип тоннеля | Платформа |
| ---------------------- | ----------------------------------- | ----------------- | ------- | ----------- | --------- |
| 1                      | Pinar de Chamartín — Valdecarros    | 23,9 км           | 33      | узкий       | 90 м      |
| 2                      | Las Rosas — Cuatro Caminos          | 14 км             | 20      | узкий       | 60 м      |
| 3                      | Villaverde Alto — Moncloa           | 16,4 км           | 18      | узкий       | 90 м      |
| 4                      | Argüelles — Pinar de Chamartín      | 16 км             | 23      | узкий       | 60 м      |
| 5                      | Alameda de Osuna — Casa de Campo    | 23,2 км           | 32      | узкий       | 90 м      |
| 6                      | Кольцевая (Circular)                | 23,5 км           | 28      | широкий     | 115 м     |
| 7                      | Hospital de Henares — Pitis         | 32,9 км           | 31      | широкий     | 115 м     |
| 8                      | Nuevos Ministerios — Aeropuerto T4  | 16,5 км           | 8       | широкий     | 115 м     |
| 9                      | Herrera Oria — Arganda del Rey      | 39,5 км           | 29      | широкий     | 115 м     |
| 10                     | Hospital del Norte — Puerta del Sur | 36,5 км           | 31      | широкий     | 115 м     |
| 11                     | Plaza Elíptica — La Fortuna         | 8,5 км            | 7       | широкий     | 115 м     |
| 12                     | MetroSur                            | 41 км (кольцевая) | 28      | широкий     | 115 м     |
| Рамаль («ответвление») | Ópera — Príncipe Pío                | 1,1 км            | 2       | узкий       | 60 м      |
| Всего                  |                                     | 292,9 км          | 289     |             |           |

## История

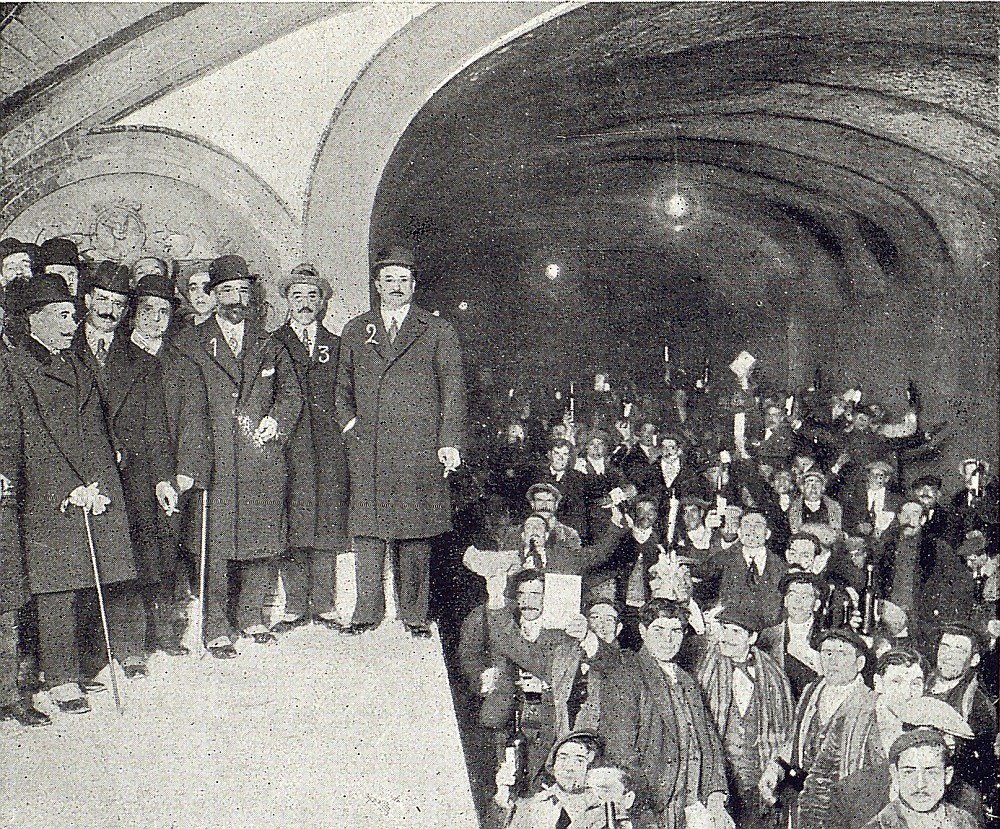
Мадридские власти посещают строящееся метро, 26 января 1919 года

Мадридский метрополитен — первый, открывшийся после Первой мировой войны (в которой Испания не участвовала).

## Технические особенности
Ширина колеи — 1445 мм, движение левостороннее (так как правостороннее движение в Мадриде было введено в 1924 году, через 5 лет после открытия метро).
На линиях 1, 2, 4, 5, 6, 9 и «ответвлении» для питания используется постоянный ток напряжением 600 В; на остальных (3, 7, 8, 10, 11 и 12) — постоянный ток напряжением 1500 В, причём на эту схему будут впоследствии переведены все линии, а на строящихся линиях лёгкого метро будет использоваться постоянный ток напряжением 750 В.

### Подвижной состав

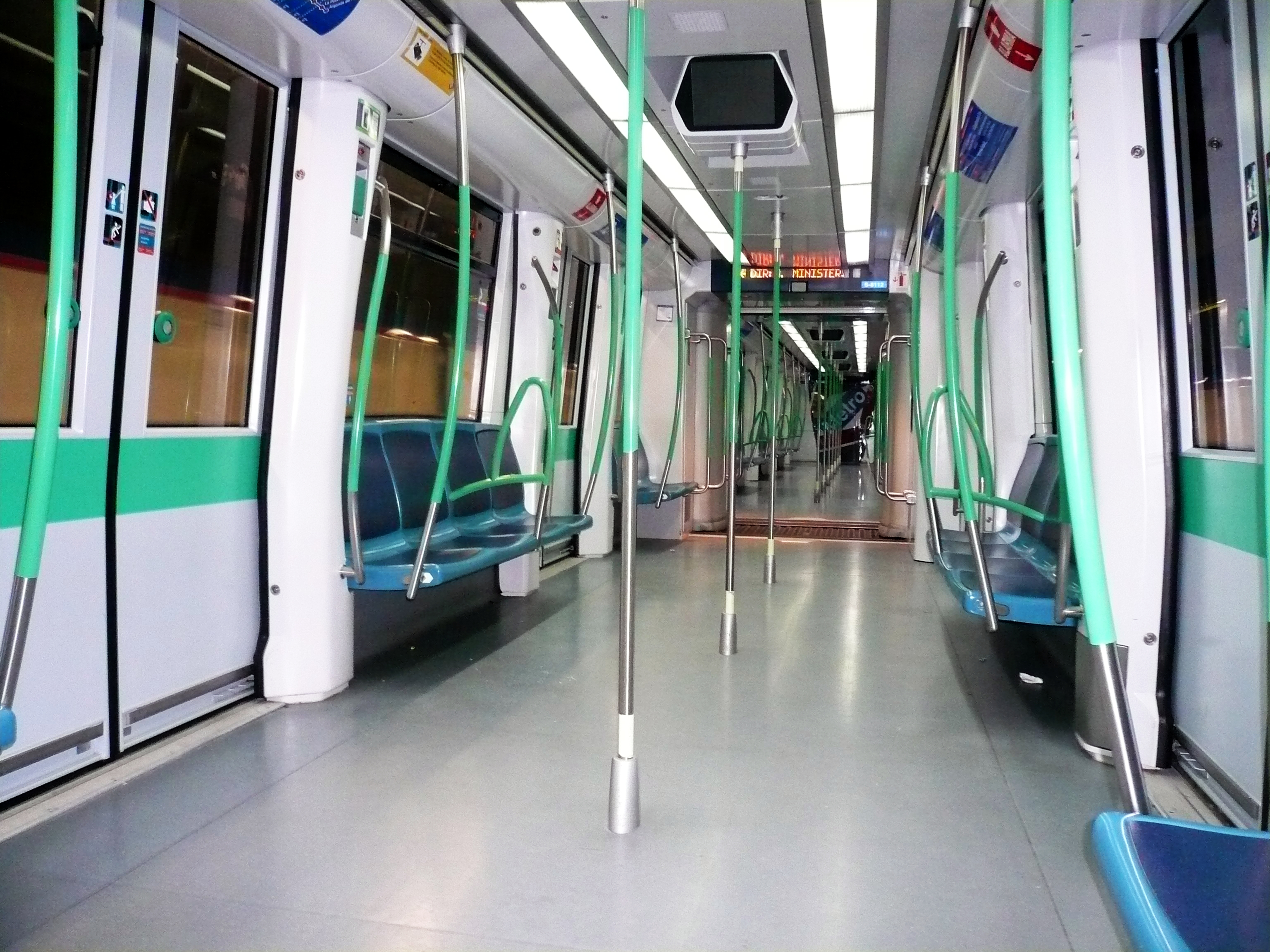
Вагон поезда Мадридского метрополитена, линия 8

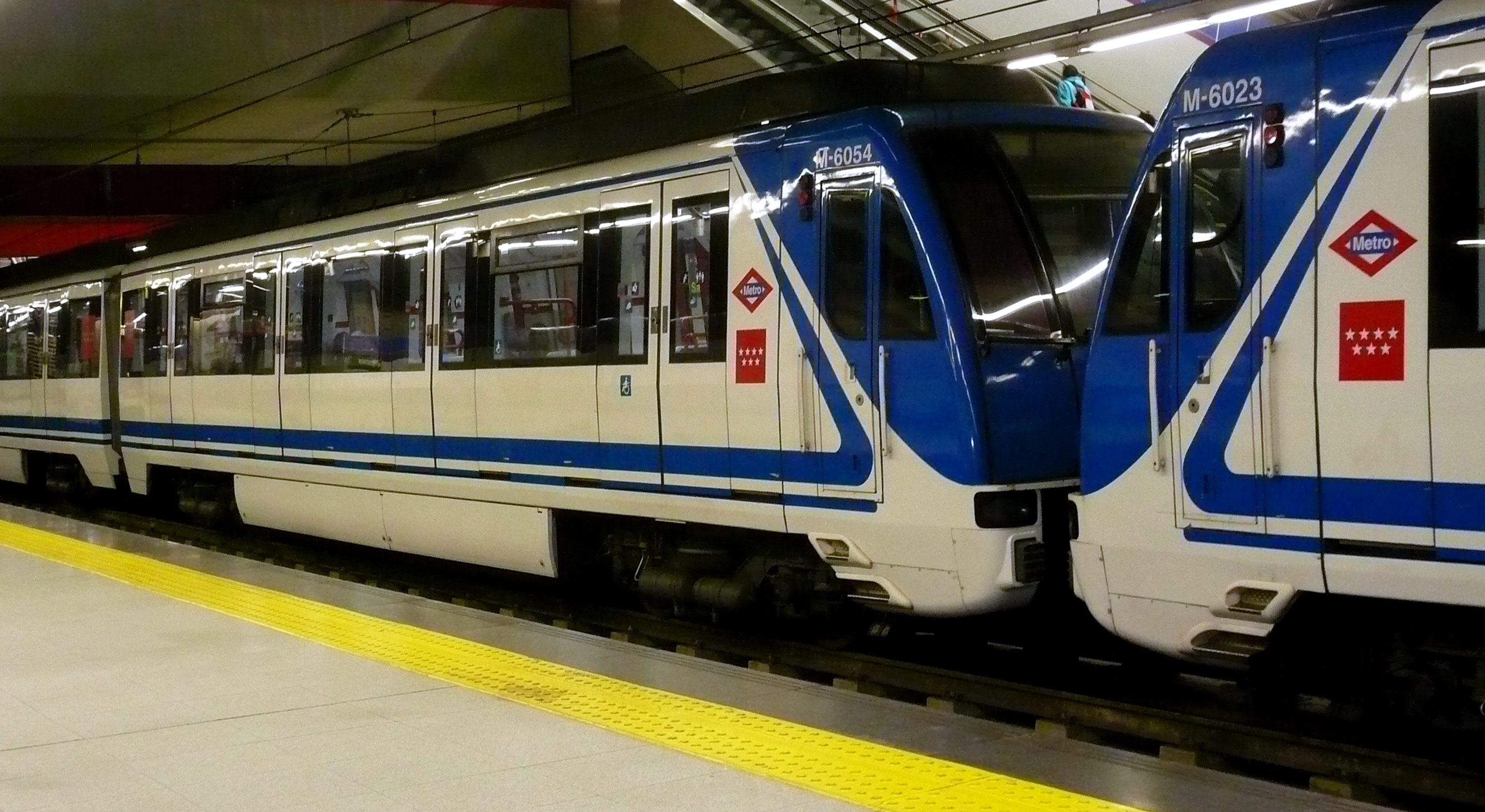
Поезд Мадридского метрополитена, линия 9

На апрель 2009 года имелось 2310 вагонов.

### Тоннели и станции
Тоннели имеются узкие (ранние линии мелкого заложения — 6,86 м в ширину и 5,36 м в высоту) и широкие (более новые линии глубокого заложения — 7,74 м в ширину и 6,87 м в высоту). Среднее расстояние между станциями на узкотоннельных перегонах — 630 м, длина перрона — 60 или 90 м, на широкотоннельных — 850 м, длина перрона — 110—115 м.
Минимальный радиус кривых — 90 м, уклон путей не превышает 5 %.
Самая глубокая станция — «Куатро-Каминос» (кольцевая линия 6), глубина заложения — 49 м.
Большинство станций — с боковым расположением платформ, есть станции островного типа (в том числе наземные) и трёхплатформенные — т. н. «испанское (или барселонское) решение» (см. также немецкую статью об «испанском решении» (нем.)).
В сети присутствует закрытая станция-призрак «Чамбери́», открытая в составе первого участка в 1919 году и закрытая в 1966 году в связи с реконструкцией линии, в ходе которой платформы удлинялись с 60 до 90 метров. Поскольку станция находится в кривой малого радиуса, удлинение платформы повлекло за собой сверхнормативное расстояние между вагоном и платформой в нарушение требования безопасности для пассажиров (возможность падения между платформой и вагоном). 24 марта 2008 года станция «Чамбери́» была вновь открыта уже в качестве музея.

## Пассажиропоток
Пассажиропоток в 2014 году — 560 853 697 пассажиров. По этому показателю мадридское метро находится на 22-м месте в мире и на 5-м в Европе.

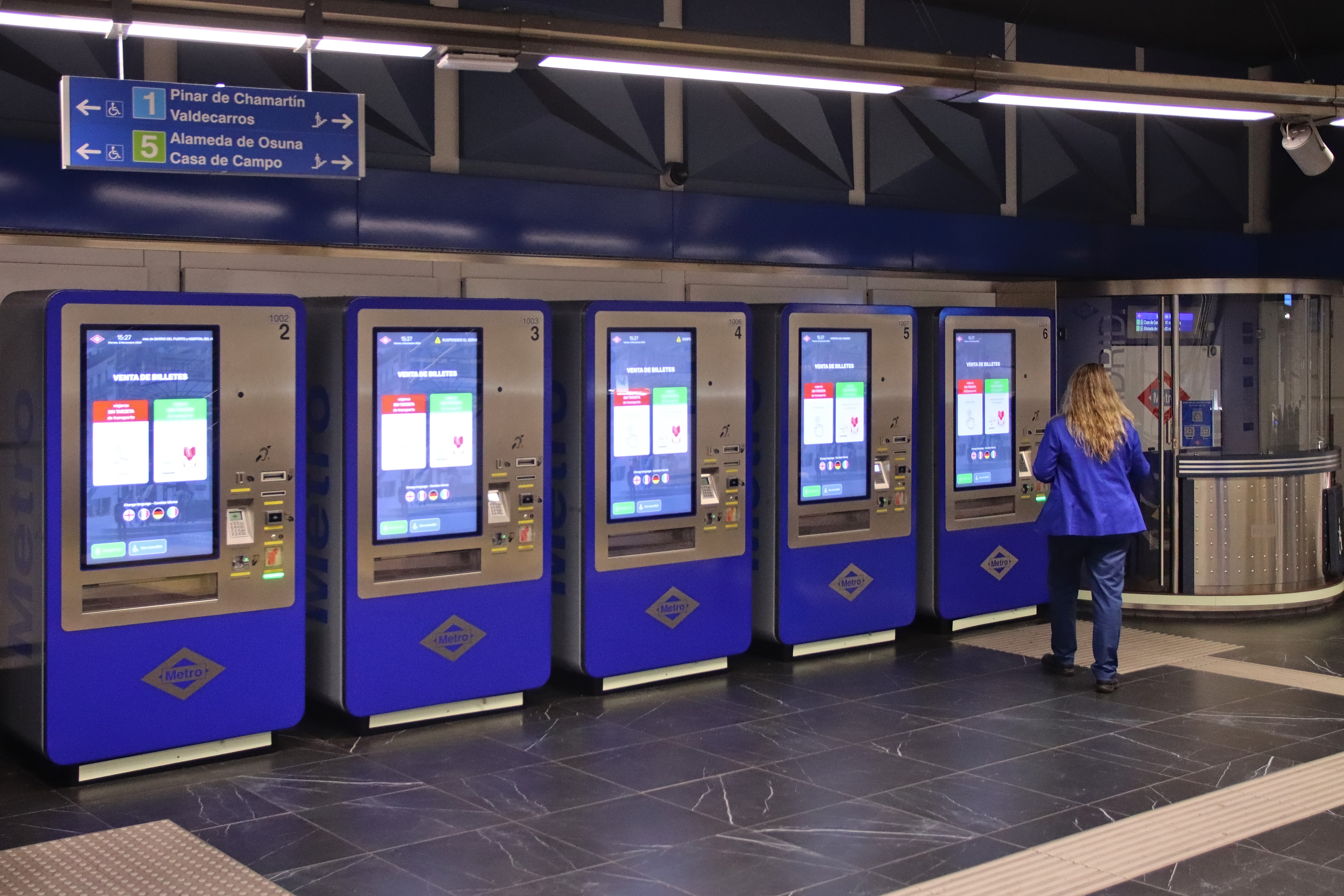
Автоматы по продаже билетов

## Метро и электричка
На ряде станций имеются пересадки на платформы пригородных поездов и оба мадридских вокзала Аточа и Чамартин. Однако метро и электричка технически полностью разделены, совместного использования инфраструктуры нет. Пригородные поезда используют, в частности, тоннель, соединяющий два упомянутых вокзала (известен как Túnel de la risa, «смешной тоннель», потому что в осуществление проекта мало кто верил).

## Лёгкое метро

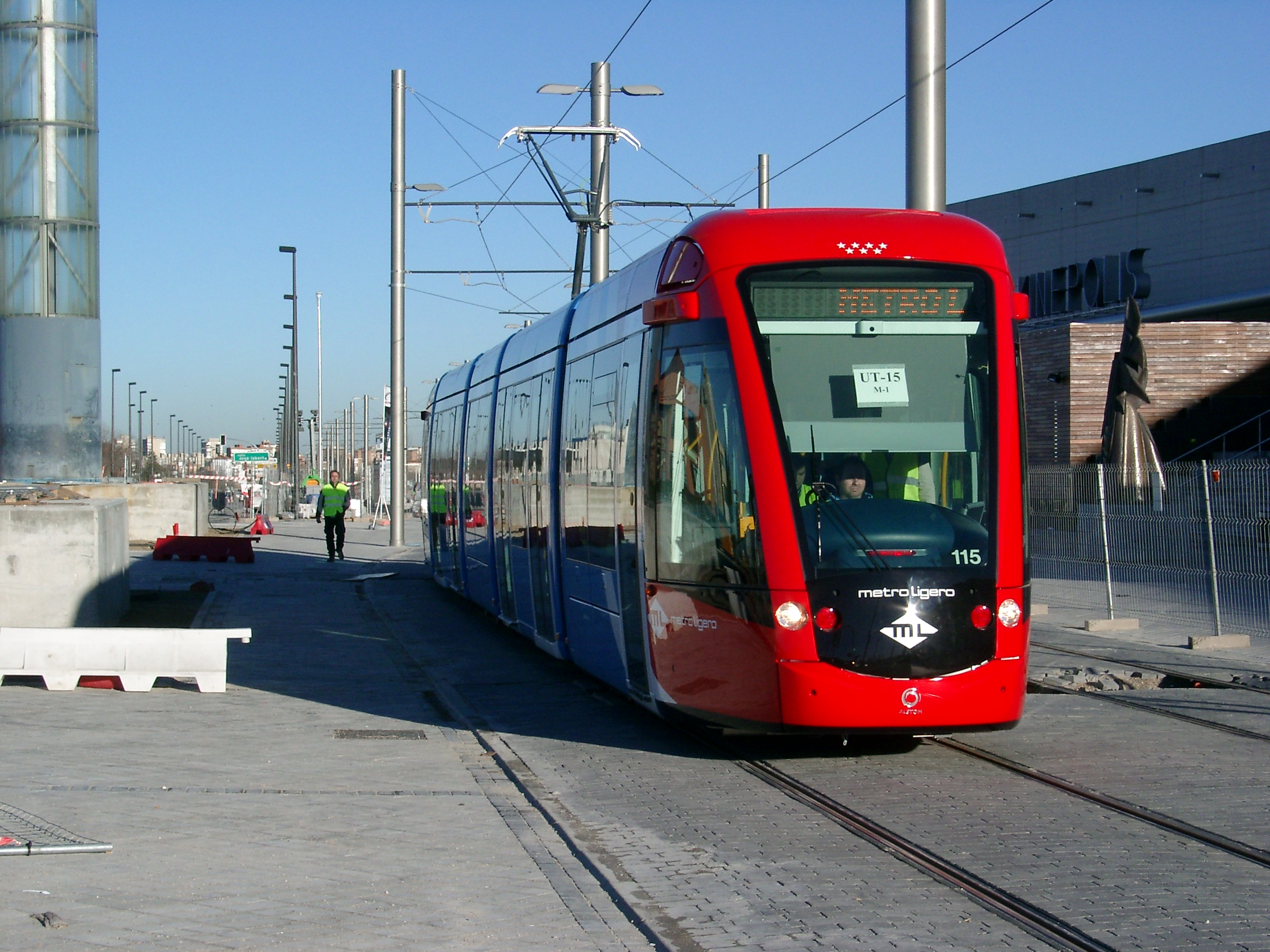
Обкатка нового мадридского трамвая, февраль 2007 года

Весной 2007 года начали действовать три линии так называемого лёгкого метро (исп. metro ligero). Однако фактически эти линии имеют характер современного скоростного, частично подземного трамвая, так как на них есть одноуровневые пересечения с автомобильными дорогами. К тому же на них используется трамвайный подвижной состав (трамвай Citadis). Таким образом, трамвай вернулся в Мадрид через 35 лет после закрытия старой трамвайной системы.
Система скоростного трамвая состоит из трёх линий:
- Линия ML1: Pinar de Chamartín — Las Tablas (5,4 км, 9 остановок)
- Линия ML2: Colonia Jardín — Aravaca (8,7 км, 13 остановок)
- Линия ML3: Colonia Jardín — Boadilla del Monte (13,7 км, 14 остановок)
- Линия ML4[8]: Venus Sur — Estrella Polar Norte (8,3 км, 15 остановок)

## В культуре
Мадридский метрополитен частично запечатлён в 1 серии 1 сезона сериала «Ангел или демон».